# Lista de escolas com as maiores notas no ENEM

Logotipo do exame

O Exame Nacional do Ensino Médio (ENEM) é uma prova criada pelo Ministério da Educação do Brasil como uma ferramenta de avaliar a qualidade geral do Ensino Médio no país.
O exame ocorre desde 1998, mas as notas dos alunos passaram a ser divulgadas apenas a partir de 2004, e as notas por escolas e municípios a partir de 2005.
A nota do colégio é determinada pela média das notas das provas feitas por todos alunos daquela instituição que prestaram o exame, desde que ao menos 10 alunos do colégio tenham feito a prova.

## Lista nacional das melhores escolas (2019)
Legenda:
     Nível sócio-econômico muito alto      Nível sócio-econômico alto      Rede de ensino privada      Rede de ensino pública
| Escolas mais bem colocadas no Enem 2019 | Escolas mais bem colocadas no Enem 2019          | Escolas mais bem colocadas no Enem 2019 | Escolas mais bem colocadas no Enem 2019 | Escolas mais bem colocadas no Enem 2019 | Escolas mais bem colocadas no Enem 2019 | Escolas mais bem colocadas no Enem 2019 |  |
|                                         |                                                  | Localidade                              | Localidade                              |                                         |                                         |                                         |  |
| Posição                                 | Escola                                           | UF                                      | Cidade                                  | NSE                                     | Rede                                    | Média                                   |  |
| --------------------------------------- | ------------------------------------------------ | --------------------------------------- | --------------------------------------- | --------------------------------------- | --------------------------------------- | --------------------------------------- |  |
| 1                                       | Farias Brito                                     | CE                                      | Fortaleza                               | Muito alto                              | Privada                                 | 760                                     |  |
| 2                                       | Ari de Sá Cavalcante - SEDE MARIO MAMEDE COLEGIO | CE                                      | Fortaleza                               | Muito alto                              | Privada                                 | 755                                     |  |
| 3                                       | Bernoulli - Unid. Lourdes                        | MG                                      | Belo Horizonte                          | Muito alto                              | Privada                                 | 743                                     |  |
| 4                                       | Objetivo Integrado                               | SP                                      | São Paulo                               | Muito alto                              | Privada                                 | -                                       |  |
| 5                                       | Colégio Fibonnacci                               | MG                                      | Ipatinga                                | Muito alto                              | Privada                                 | 741                                     |  |
| 6                                       | Coleguium                                        | MG                                      | Belo Horizonte                          | Muito alto                              | Privada                                 | 740                                     |  |
| 7                                       | Santo Antônio                                    | MG                                      | Belo Horizonte                          | Muito alto                              | Privada                                 | 735                                     |  |
| 8                                       | Aplicação da UFV - Coluni                        | MG                                      | Viçosa                                  | Alto                                    | Pública                                 | 733                                     |  |
| 9                                       | Colégio Vital Brasil                             | SP                                      | São Paulo                               | Muito alto                              | Privada                                 | 727                                     |  |
| 10                                      | Colégio Vertice - Unidade II                     | SP                                      | São Paulo                               | Muito alto                              | Privada                                 | 725                                     |  |

## Lista nacional das melhores escolas (2013)
Legenda:
     Nível sócio-econômico muito alto      Nível sócio-econômico alto      Rede de ensino privada      Rede de ensino pública
| Escolas mais bem colocadas no Enem 2013 | Escolas mais bem colocadas no Enem 2013 | Escolas mais bem colocadas no Enem 2013 | Escolas mais bem colocadas no Enem 2013 | Escolas mais bem colocadas no Enem 2013 | Escolas mais bem colocadas no Enem 2013 | Escolas mais bem colocadas no Enem 2013 |
|                                         |                                         | Localidade                              | Localidade                              |                                         |                                         |                                         |
| Posição                                 | Escola                                  | UF                                      | Cidade                                  | NSE                                     | Rede                                    | Média                                   |
| --------------------------------------- | --------------------------------------- | --------------------------------------- | --------------------------------------- | --------------------------------------- | --------------------------------------- | --------------------------------------- |
| 1                                       | Objetivo Integrado                      | SP                                      | São Paulo                               | Muito alto                              | Privada                                 | 741,94                                  |
| 2                                       | Bernoulli - Unid. Lourdes               | MG                                      | Belo Horizonte                          | Muito alto                              | Privada                                 | 722,64                                  |
| 3                                       | Ponto de Ensino                         | RJ                                      | Rio de Janeiro                          | Muito alto                              | Privada                                 | 720,02                                  |
| 4                                       | Vértice - Unidade 2                     | SP                                      | São Paulo                               | Muito alto                              | Privada                                 | 715,41                                  |
| 5                                       | Santo Antônio                           | MG                                      | Belo Horizonte                          | Muito alto                              | Privada                                 | 713,44                                  |
| 6                                       | Dom Barreto                             | PI                                      | Teresina                                | Muito alto                              | Privada                                 | 713,39                                  |
| 7                                       | São Bento                               | RJ                                      | Rio de Janeiro                          | Muito alto                              | Privada                                 | 712,3                                   |
| 8                                       | Ari de Sá Cavalcante                    | CE                                      | Fortaleza                               | Alto                                    | Privada                                 | 710,67                                  |
| 9                                       | Elite Vale do Aço                       | MG                                      | Ipatinga                                | Muito alto                              | Privada                                 | 707,57                                  |
| 10                                      | Coleguium                               | MG                                      | Belo Horizonte                          | Muito alto                              | Privada                                 | 707,57                                  |
| 11                                      | Seb/Coc - Álvares Cabral                | SP                                      | Ribeirão Preto                          | Muito alto                              | Privada                                 | 707,14                                  |
| 12                                      | Aplicação da UFV - Coluni               | MG                                      | Viçosa                                  | Alto                                    | Pública                                 | 702,99                                  |
| 13                                      | Ponto de Ensino                         | RJ                                      | Niterói                                 | Muito alto                              | Privada                                 | 702,64                                  |
| 14                                      | Móbile                                  | SP                                      | São Paulo                               | Muito alto                              | Privada                                 | 702,18                                  |
| 15                                      | Santo Agostinho                         | MG                                      | Belo Horizonte                          | Muito alto                              | Privada                                 | 701,67                                  |
| 16                                      | Olimpo                                  | DF                                      | Brasília                                | Muito alto                              | Privada                                 | 701,23                                  |
| 17                                      | Lerote                                  | PI                                      | Teresina                                | Muito alto                              | Privada                                 | 701,09                                  |
| 18                                      | Fárias Brito                            | CE                                      | Fortaleza                               | Alto                                    | Privada                                 | 696,35                                  |
| 19                                      | Ponto de Ensino                         | RJ                                      | Rio de Janeiro                          | Muito alto                              | Privada                                 | 695,19                                  |
| 20                                      | Magnum Agostiniano                      | MG                                      | Belo Horizonte                          | Muito alto                              | Privada                                 | 694,8                                   |

## Lista nacional das melhores escolas (2012)
Legenda:
     Rede de ensino privada      Rede de ensino pública
| Escolas mais bem colocadas no Enem 2012 | Escolas mais bem colocadas no Enem 2012 | Escolas mais bem colocadas no Enem 2012 | Escolas mais bem colocadas no Enem 2012 | Escolas mais bem colocadas no Enem 2012 | Escolas mais bem colocadas no Enem 2012 |
|                                         |                                         | Localidade                              | Localidade                              |                                         |                                         |
| Posição                                 | Escola                                  | UF                                      | Cidade                                  | Rede                                    | Média                                   |
| --------------------------------------- | --------------------------------------- | --------------------------------------- | --------------------------------------- | --------------------------------------- | --------------------------------------- |
| 1                                       | Objetivo Integrado                      | SP                                      | São Paulo                               | Privada                                 | 737.15                                  |
| 2                                       | Bernoulli - Unid. Lourdes               | MG                                      | Belo Horizonte                          | Privada                                 | 718,88                                  |
| 3                                       | Elite Vale do Aço                       | MG                                      | Ipatinga                                | Privada                                 | 720,89                                  |
| 4                                       | São Bento                               | RJ                                      | Rio de Janeiro                          | Privada                                 | 712,79                                  |
| 5                                       | Ari de Sá Cavalcante                    | CE                                      | Fortaleza                               | Privada                                 | 711,25                                  |
| 6                                       | Aplicação da UFV - Coluni               | MG                                      | Viçosa                                  | Pública                                 | 706,22                                  |
| 7                                       | Vértice - Unidade 2                     | SP                                      | São Paulo                               | Privada                                 | 705,56                                  |
| 8                                       | Dom Barreto                             | PI                                      | Teresina                                | Privada                                 | 700,90                                  |
| 9                                       | Santo Agostinho                         | MG                                      | Nova Lima                               | Privada                                 | 795,88                                  |
| 10                                      | Helyos                                  | BA                                      | Feira de Santana                        | Privada                                 | 795,55                                  |
| 11                                      | Magnum Agostiniano                      | MG                                      | Belo Horizonte                          | Privada                                 | 694,67                                  |
| 12                                      | Aplicação da UFPE                       | PE                                      | Recife                                  | Pública                                 | 692,42                                  |
| 13                                      | Anglo Leonardo da Vince                 | SP                                      | São Paulo                               | Privada                                 | 692,07                                  |
| 14                                      | Santo Agostinho                         | RJ                                      | Niterói                                 | Privada                                 | 691,24                                  |
| 15                                      | Santo Agostinho                         | RJ                                      | Rio de Janeiro                          | Privada                                 | 690,05                                  |
| 16                                      | Cruzeiro                                | RJ                                      | Rio de Janeiro                          | Privada                                 | 689,80                                  |
| 17                                      | WR                                      | GO                                      | Goiânia                                 | Privada                                 | 689,43                                  |
| 18                                      | Ipiranga                                | RJ                                      | Petrópolis                              | Privada                                 | 686,87                                  |
| 19                                      | Móbile                                  | SP                                      | São Paulo                               | Privada                                 | 685,50                                  |
| 20                                      | Santa Marcelina                         | MG                                      | Belo Horizonte                          | Privada                                 | 685,25                                  |

## Lista nacional das melhores escolas (2011)
Legenda:
     Rede de ensino privada      Rede de ensino pública
| Escolas mais bem colocadas no Enem 2011 | Escolas mais bem colocadas no Enem 2011 | Escolas mais bem colocadas no Enem 2011 | Escolas mais bem colocadas no Enem 2011 | Escolas mais bem colocadas no Enem 2011 | Escolas mais bem colocadas no Enem 2011 |
|                                         |                                         | Localidade                              | Localidade                              |                                         |                                         |
| Posição                                 | Escola                                  | UF                                      | Cidade                                  | Rede                                    | Média                                   |
| --------------------------------------- | --------------------------------------- | --------------------------------------- | --------------------------------------- | --------------------------------------- | --------------------------------------- |
| 1                                       | Objetivo Integrado                      | SP                                      | São Paulo                               | Privada                                 | 740,81                                  |
| 2                                       | Elite Vale do Aço                       | MG                                      | Ipatinga                                | Privada                                 | 722,15                                  |
| 3                                       | Bernoulli - Unid. Lourdes               | MG                                      | Belo Horizonte                          | Privada                                 | 718,18                                  |
| 4                                       | Vértice - Unidade 2                     | SP                                      | São Paulo                               | Privada                                 | 714,99                                  |
| 5                                       | Ari de Sá Cavalcante                    | CE                                      | Fortaleza                               | Privada                                 | 710,55                                  |
| 6                                       | Dom Barreto                             | PI                                      | Teresina                                | Privada                                 | 707,07                                  |
| 7                                       | Objetivo Integrado                      | SP                                      | Mogi das Cruzes                         | Privada                                 | 706,12                                  |
| 8                                       | Aplicação da UFV - Coluni               | MG                                      | Viçosa                                  | Pública                                 | 704,28                                  |
| 9                                       | Santo Antônio                           | MG                                      | Belo Horizonte                          | Privada                                 | 702,31                                  |
| 10                                      | São Bento                               | RJ                                      | Rio de Janeiro                          | Privada                                 | 702,16                                  |
| 11                                      | Helyos                                  | BA                                      | Feira de Santana                        | Privada                                 | 694,59                                  |
| 12                                      | Junior                                  | SP                                      | Taubaté                                 | Privada                                 | 693,47                                  |
| 13                                      | Santo Agostinho                         | MG                                      | Belo Horizonte                          | Privada                                 | 690,56                                  |
| 14                                      | Magnum Agostiniano                      | MG                                      | Belo Horizonte                          | Privada                                 | 689,17                                  |
| 15                                      | Móbile                                  | SP                                      | São Paulo                               | Privada                                 | 687,25                                  |
| 16                                      | Positivo                                | PR                                      | Curitiba                                | Privada                                 | 686,55                                  |
| 17                                      | Bandeirantes                            | SP                                      | São Paulo                               | Privada                                 | 686,42                                  |
| 18                                      | São João Batista                        | RJ                                      | Nova Friburgo                           | Privada                                 | 686,1                                   |
| 19                                      | Motivo - Unidade II                     | PE                                      | Recife                                  | Privada                                 | 685,89                                  |
| 20                                      | Etapa                                   | SP                                      | Valinhos                                | Privada                                 | 685,25                                  |

## Lista nacional das melhores escolas (2010)
Legenda:
     Rede de ensino privada      Rede de ensino pública
| Escolas mais bem colocadas no Enem 2010 | Escolas mais bem colocadas no Enem 2010 | Escolas mais bem colocadas no Enem 2010 | Escolas mais bem colocadas no Enem 2010 | Escolas mais bem colocadas no Enem 2010 | Escolas mais bem colocadas no Enem 2010 |
|                                         |                                         | Localidade                              | Localidade                              |                                         |                                         |
| Posição                                 | Escola                                  | UF                                      | Cidade                                  | Rede                                    | Média                                   |
| --------------------------------------- | --------------------------------------- | --------------------------------------- | --------------------------------------- | --------------------------------------- | --------------------------------------- |
| 1                                       | São Bento                               | RJ                                      | Rio de Janeiro                          | Privada                                 | 761,7                                   |
| 2                                       | Dom Barreto                             | PI                                      | Teresina                                | Privada                                 | 754,13                                  |
| 3                                       | Objetivo Integrado                      | SP                                      | São Paulo                               | Privada                                 | 753,92                                  |
| 4                                       | Vértice - Unidade 2                     | SP                                      | São Paulo                               | Privada                                 | 743,75                                  |
| 5                                       | Bernoulli - Unid. Lourdes               | MG                                      | Belo Horizonte                          | Privada                                 | 741,97                                  |
| 6                                       | Santo Antônio                           | MG                                      | Belo Horizonte                          | Privada                                 | 740,06                                  |
| 7                                       | Cruzeiro                                | RJ                                      | Rio de Janeiro                          | Privada                                 | 732,12                                  |
| 8                                       | Educandário Santa Maria Goretti         | PI                                      | Teresina                                | Privada                                 | 727,6                                   |
| 9                                       | Aplicação da UFV - Coluni               | MG                                      | Viçosa                                  | Pública                                 | 726,42                                  |
| 10                                      | Santo Agostinho                         | RJ                                      | Rio de Janeiro                          | Privada                                 | 726,26                                  |
| 11                                      | Coleguium                               | MG                                      | Belo Horizonte                          | Privada                                 | 725,95                                  |
| 12                                      | Magnum Agostiniano                      | MG                                      | Belo Horizonte                          | Privada                                 | 725,54                                  |
| 13                                      | Andrews                                 | RJ                                      | Rio de Janeiro                          | Privada                                 | 723,81                                  |
| 14                                      | Santo Agostinho                         | RJ                                      | Rio de Janeiro                          | Privada                                 | 722,86                                  |
| 15                                      | PH                                      | RJ                                      | Rio de Janeiro                          | Privada                                 | 719,92                                  |
| 16                                      | Franco Brasileiro                       | RJ                                      | Rio de Janeiro                          | Privada                                 | 719,19                                  |
| 17                                      | Bionatus                                | MS                                      | Campo Grande                            | Privada                                 | 718,25                                  |
| 18                                      | Ipiranga                                | RJ                                      | Petrópolis                              | Privada                                 | 718,02                                  |
| 19                                      | Alexander Fleming                       | MS                                      | Campo Grande                            | Privada                                 | 717,77                                  |
| 20                                      | Modular Cambaúba                        | RJ                                      | Rio de Janeiro                          | Privada                                 | 716,86                                  |

## Lista nacional das melhores escolas (2009)
Legenda:
     Rede de ensino privada      Rede de ensino pública
| Escolas mais bem colocadas no Enem 2009 | Escolas mais bem colocadas no Enem 2009 | Escolas mais bem colocadas no Enem 2009 | Escolas mais bem colocadas no Enem 2009 | Escolas mais bem colocadas no Enem 2009 | Escolas mais bem colocadas no Enem 2009 |
|                                         |                                         | Localidade                              | Localidade                              |                                         |                                         |
| Posição                                 | Escola                                  | UF                                      | Cidade                                  | Rede                                    | Média                                   |
| --------------------------------------- | --------------------------------------- | --------------------------------------- | --------------------------------------- | --------------------------------------- | --------------------------------------- |
| 1                                       | Vértice - Unidade 2                     | SP                                      | São Paulo                               | Privada                                 | 749,70                                  |
| 2                                       | Dom Barreto                             | PI                                      | Teresina                                | Privada                                 | 741,54                                  |
| 3                                       | São Bento                               | RJ                                      | Rio de Janeiro                          | Privada                                 | 741,32                                  |
| 4                                       | EED Básica Alphaville                   | SP                                      | Campinas                                | Privada                                 | 739,75                                  |
| 5                                       | Alexander Fleming                       | MS                                      | Campo Grande                            | Privada                                 | 737,40                                  |
| 6                                       | Olimpo                                  | DF                                      | Brasília                                | Privada                                 | 736,33                                  |
| 7                                       | Aplicação da UFV - Coluni               | MG                                      | Viçosa                                  | Pública                                 | 734,66                                  |
| 8                                       | Bernoulli                               | MG                                      | Belo Horizonte                          | Privada                                 | 731,28                                  |
| 9                                       | Helyos                                  | BA                                      | Feira de Santana                        | Privada                                 | 730,42                                  |
| 10                                      | Móbile                                  | SP                                      | São Paulo                               | Privada                                 | 729,76                                  |
| 11                                      | Bionatus                                | MS                                      | Campo Grande                            | Privada                                 | 728,55                                  |
| 12                                      | Instituto Antoine Lavoisier de Ens      | PI                                      | Teresina                                | Privada                                 | 727,99                                  |
| 11                                      | Israelita B. A. L. Aleichem             | RJ                                      | Rio de Janeiro                          | Privada                                 | 727,60                                  |
| 14                                      | Santo Agostinho                         | RJ                                      | Rio de Janeiro                          | Privada                                 | 725,00                                  |
| 15                                      | Integral                                | SP                                      | Itatiba                                 | Privada                                 | 723,72                                  |
| 16                                      | Santo Antônio                           | MG                                      | Belo Horizonte                          | Privada                                 | 722,93                                  |
| 17                                      | Aplicação FRS CAP-UERJ                  | RJ                                      | Rio de Janeiro                          | Pública                                 | 722,58                                  |
| 18                                      | WR                                      | GO                                      | Goiânia                                 | Privada                                 | 722,49                                  |
| 19                                      | Educandário Santa Maria Goretti         | PI                                      | Teresina                                | Privada                                 | 722,49                                  |
| 20                                      | Andrews                                 | RJ                                      | Rio de Janeiro                          | Privada                                 | 720,61                                  |

## Lista nacional das melhores escolas (2008)
Legenda:
     Rede de ensino privada      Rede de ensino pública
| Escolas mais bem colocadas no Enem 2008 | Escolas mais bem colocadas no Enem 2008 | Escolas mais bem colocadas no Enem 2008 | Escolas mais bem colocadas no Enem 2008 | Escolas mais bem colocadas no Enem 2008 | Escolas mais bem colocadas no Enem 2008 |
|                                         |                                         | Localidade                              | Localidade                              |                                         |                                         |
| Posição                                 | Escola                                  | UF                                      | Cidade                                  | Rede                                    | Média                                   |
| --------------------------------------- | --------------------------------------- | --------------------------------------- | --------------------------------------- | --------------------------------------- | --------------------------------------- |
| 1                                       | São Bento                               | RJ                                      | Rio de Janeiro                          | Privada                                 | 80,58                                   |
| 2                                       | Bernoulli                               | MG                                      | Belo Horizonte                          | Privada                                 | 77,38                                   |
| 3                                       | Aplicação da UFV - Coluni               | MG                                      | Viçosa                                  | Pública                                 | 76,66                                   |
| 4                                       | Santo Antônio                           | MG                                      | Belo Horizonte                          | Privada                                 | 76,43                                   |
| 5                                       | Helyos                                  | BA                                      | Feira de Santana                        | Privada                                 | 76,34                                   |
| 6                                       | WR                                      | GO                                      | Goiânia                                 | Privada                                 | 76,26                                   |
| 7                                       | Santa Maria                             | SP                                      | São Paulo                               | Privada                                 | 76,15                                   |
| 8                                       | Eng. Juarez de S. B. Wanderley          | SP                                      | São José dos Campos                     | Privada                                 | 76,02                                   |
| 9                                       | Santo Agostinho                         | RJ                                      | Rio de Janeiro                          | Privada                                 | 75,97                                   |
| 10                                      | Vértice - Unidade 2                     | SP                                      | São Paulo                               | Privada                                 | 75,97                                   |
| 11                                      | Colégio Santo Inácio                    | RJ                                      | Rio de Janeiro                          | Privada                                 | 75,92                                   |
| 12                                      | Bandeirantes                            | SP                                      | São Paulo                               | Privada                                 | 75,86                                   |
| 13                                      | Coleguium                               | MG                                      | Belo Horizonte                          | Privada                                 | 75,71                                   |
| 14                                      | Aplicação da UFPE                       | PE                                      | Recife                                  | Pública                                 | 75,68                                   |
| 15                                      | Santa Maria                             | SP                                      | São Paulo                               | Privada                                 | 75, 42                                  |
| 16                                      | Bretanha                                | RJ                                      | Rio de Janeiro                          | Privada                                 | 75,3                                    |
| 17                                      | Aplicação da UFRJ                       | RJ                                      | Rio de Janeiro                          | Pública                                 | 75,25                                   |
| 18                                      | Etapa                                   | SP                                      | Valinhos                                | Privada                                 | 75,23                                   |
| 19                                      | Aplicação FRS CAP-UERJ                  | RJ                                      | Rio de Janeiro                          | Pública                                 | 75,11                                   |
| 20                                      | Santo Agostinho                         | RJ                                      | Niterói                                 | Privada                                 | 74,71                                   |

## Lista nacional das melhores escolas (2007)
Legenda:
     Rede de ensino privada      Rede de ensino pública
| Escolas mais bem colocadas no Enem 2007 | Escolas mais bem colocadas no Enem 2007 | Escolas mais bem colocadas no Enem 2007 | Escolas mais bem colocadas no Enem 2007 | Escolas mais bem colocadas no Enem 2007 | Escolas mais bem colocadas no Enem 2007 |
|                                         |                                         | Localidade                              | Localidade                              |                                         |                                         |
| Posição                                 | Escola                                  | UF                                      | Cidade                                  | Rede                                    | Média                                   |
| --------------------------------------- | --------------------------------------- | --------------------------------------- | --------------------------------------- | --------------------------------------- | --------------------------------------- |
| 1                                       | São Bento                               | RJ                                      | Rio de Janeiro                          | Privada                                 | 82,96                                   |
| 2                                       | Santo Agostinho                         | RJ                                      | Rio de Janeiro                          | Privada                                 | 82,04                                   |
| 3                                       | Vértice                                 | SP                                      | São Paulo                               | Privada                                 | 81,67                                   |
| 4                                       | Helyos                                  | BA                                      | Feira de Santana                        | Privada                                 | 80,29                                   |
| 5                                       | Colégio Santo Inácio                    | RJ                                      | Rio de Janeiro                          | Privada                                 | 79,68                                   |
| 6                                       | Moderna Org Pedagógica Interna          | RJ                                      | Rio de Janeiro                          | Privada                                 | 79,66                                   |
| 7                                       | Aplicação da UFRJ                       | RJ                                      | Rio de Janeiro                          | Pública                                 | 79,63                                   |
| 8                                       | Bionatus                                | MS                                      | Campo Grande                            | Privada                                 | 79,40                                   |
| 9                                       | Aplicação da UFV - Coluni               | MG                                      | Viçosa                                  | Pública                                 | 79,30                                   |
| 10                                      | Colégio Santo Agostinho                 | RJ                                      | Niterói                                 | Privada                                 | 79,20                                   |
| 11                                      | Dom Barreto                             | PI                                      | Teresina                                | Privada                                 | 79,13                                   |
| 12                                      | Bernoulli                               | MG                                      | Belo Horizonte                          | Privada                                 | 79,09                                   |
| 13                                      | Instituto de Tecnologia ORT             | RJ                                      | Rio de Janeiro                          | Privada                                 | 78,95                                   |
| 14                                      | Bandeirantes                            | SP                                      | São Paulo                               | Privada                                 | 78,88                                   |
| 15                                      | Santo Antônio                           | MG                                      | Belo Horizonte                          | Privada                                 | 78,61                                   |
| 16                                      | Magnum Agostiniano                      | MG                                      | Belo Horizonte                          | Privada                                 | 78,48                                   |
| 17                                      | Educandário Santa Maria Goretti         | PI                                      | Teresina                                | Privada                                 | 78.42                                   |
| 18                                      | São Vicente de Paulo                    | RJ                                      | Rio de Janeiro                          | Privada                                 | 78,28                                   |
| 19                                      | Equipe                                  | PE                                      | Recife                                  | Privada                                 | 78,22                                   |
| 20                                      | Móbile                                  | SP                                      | São Paulo                               | Privada                                 | 78,00                                   |

## Lista nacional das melhores escolas (2006)
Legenda:
     Rede de ensino privada      Rede de ensino pública
| Escolas mais bem colocadas no Enem 2006 | Escolas mais bem colocadas no Enem 2006 | Escolas mais bem colocadas no Enem 2006 | Escolas mais bem colocadas no Enem 2006 | Escolas mais bem colocadas no Enem 2006 | Escolas mais bem colocadas no Enem 2006 |
|                                         |                                         | Localidade                              | Localidade                              |                                         |                                         |
| Posição                                 | Escola                                  | UF                                      | Cidade                                  | Rede                                    | Média                                   |
| --------------------------------------- | --------------------------------------- | --------------------------------------- | --------------------------------------- | --------------------------------------- | --------------------------------------- |
| 1                                       | Dom Barreto                             | PI                                      | Teresina                                | Privada                                 | 74,17                                   |
| 2                                       | Vértice                                 | SP                                      | São Paulo                               | Privada                                 | 74,12                                   |
| 3                                       | Santo Agostinho                         | RJ                                      | Rio de Janeiro                          | Privada                                 | 72,31                                   |
| 4                                       | São Bento                               | RJ                                      | Rio de Janeiro                          | Privada                                 | 72,00                                   |
| 5                                       | Santo Agostinho                         | RJ                                      | Rio de Janeiro                          | Privada                                 | 71,71                                   |
| 6                                       | Bandeirantes                            | SP                                      | São Paulo                               | Privada                                 | 70,84                                   |
| 7                                       | Aplicação da UFV - Coluni               | MG                                      | Viçosa                                  | Pública                                 | 70,42                                   |
| 8                                       | Helyos                                  | BA                                      | Feira de Santana                        | Privada                                 | 70,19                                   |
| 9                                       | Bernoulli - Unid. Lourdes               | MG                                      | Belo Horizonte                          | Privada                                 | 70,16                                   |
| 10                                      | WR                                      | GO                                      | Goiânia                                 | Privada                                 | 70,12                                   |
| 11                                      | Ipiranga                                | RJ                                      | Petrópolis                              | Privada                                 | 69,88                                   |
| 12                                      | Aplicação da UFPE                       | PE                                      | Recife                                  | Pública                                 | 69,85                                   |
| 13                                      | Colégio Santo Inácio                    | RJ                                      | Rio de Janeiro                          | Privada                                 | 69,83                                   |
| 14                                      | Santo Antônio                           | MG                                      | Belo Horizonte                          | Privada                                 | 69,79                                   |
| 14                                      | Loyola                                  | MG                                      | Belo Horizonte                          | Privada                                 | 69,79                                   |
| 16                                      | União                                   | MG                                      | Três Corações                           | Privada                                 | 69,72                                   |
| 17                                      | Anchieta                                | RJ                                      | Rio de Janeiro                          | Privada                                 | 69,45                                   |
| 18                                      | Eng. Juarez de S. B. Wanderley          | SP                                      | São José dos Campos                     | Privada                                 | 69,33                                   |
| 19                                      | UTFP                                    | PR                                      | Curitiba                                | Pública                                 | 69,15                                   |
| 20                                      | Equipe                                  | PE                                      | Recife                                  | Privada                                 | 69,15                                   |

## Lista nacional das melhores escolas (2005)
Legenda:
     Rede de ensino privada      Rede de ensino pública
| Escolas mais bem colocadas no Enem 2005 | Escolas mais bem colocadas no Enem 2005 | Escolas mais bem colocadas no Enem 2005 | Escolas mais bem colocadas no Enem 2005 | Escolas mais bem colocadas no Enem 2005 | Escolas mais bem colocadas no Enem 2005 |
|                                         |                                         | Localidade                              | Localidade                              |                                         |                                         |
| Posição                                 | Escola                                  | UF                                      | Cidade                                  | Rede                                    | Média                                   |
| --------------------------------------- | --------------------------------------- | --------------------------------------- | --------------------------------------- | --------------------------------------- | --------------------------------------- |
| 1                                       | São Bento                               | RJ                                      | Rio de Janeiro                          | Privada                                 | 81,90                                   |
| 2                                       | Santo Agostinho                         | RJ                                      | Rio de Janeiro                          | Privada                                 | 81,60                                   |
| 3                                       | PH                                      | RJ                                      | Rio de Janeiro                          | Privada                                 | 80,33                                   |
| 4                                       | EP. de Saúde Joaquim Venâncio           | RJ                                      | Rio de Janeiro                          | Privada                                 | 79,02                                   |
| 5                                       | Vértice                                 | SP                                      | São Paulo                               | Privada                                 | 78,60                                   |
| 6                                       | Santo Agostinho                         | RJ                                      | Rio de Janeiro                          | Privada                                 | 78,24                                   |
| 7                                       | Aplicação da UFRJ                       | RJ                                      | Rio de Janeiro                          | Pública                                 | 77,29                                   |
| 8                                       | Aplicação da UFV - Coluni               | MG                                      | Viçosa                                  | Pública                                 | 77,71                                   |
| 9                                       | Aplicação da UFPE                       | PE                                      | Recife                                  | Pública                                 | 77,61                                   |
| 10                                      | PH                                      | RJ                                      | Rio de Janeiro                          | Privada                                 | 77,60                                   |
| 11                                      | WR                                      | GO                                      | Goiânia                                 | Privada                                 | 77,05                                   |
| 12                                      | Cruzeiro                                | RJ                                      | Rio de Janeiro                          | Privada                                 | 76,67                                   |
| 13                                      | PH                                      | RJ                                      | Rio de Janeiro                          | Privada                                 | 76,38                                   |
| 14                                      | Bandeirantes                            | SP                                      | São Paulo                               | Privada                                 | 76,17                                   |
| 14                                      | Eng. Juarez de S. B. Wanderley          | SP                                      | São José dos Campos                     | Privada                                 | 76,17                                   |
| 16                                      | Escola Parque                           | RJ                                      | Rio de Janeiro                          | Privada                                 | 75,68                                   |
| 17                                      | Anglo Brasileiro                        | BA                                      | Salvador                                | Privada                                 | 75,63                                   |
| 17                                      | São Vicente de Paulo                    | RJ                                      | Rio de Janeiro                          | Privada                                 | 75,63                                   |
| 19                                      | Franco Brasileiro                       | RJ                                      | Rio de Janeiro                          | Privada                                 | 75,55                                   |
| 20                                      | Móbile                                  | SP                                      | São Paulo                               | Privada                                 | 75,34                                   |